# Wolde (westfälisches Adelsgeschlecht)

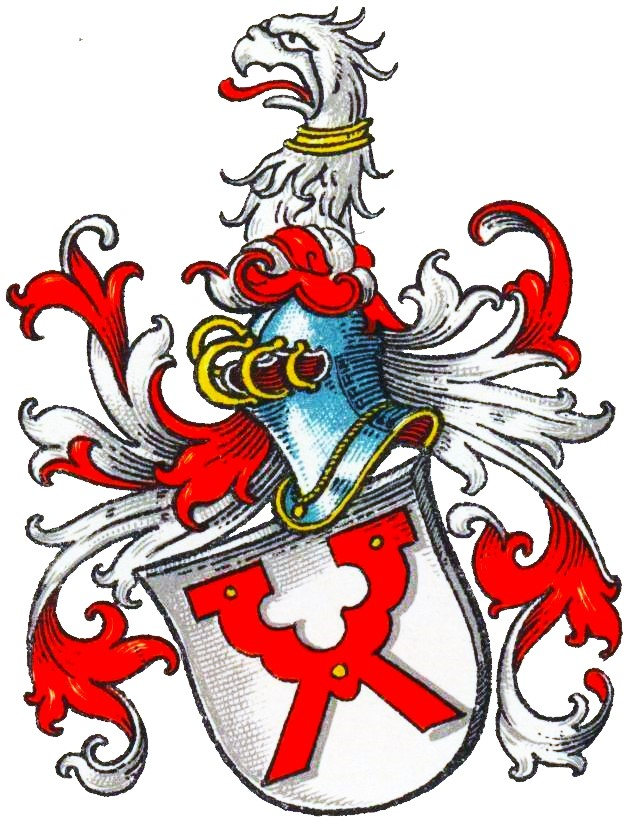
Wappen derer von dem Wolde im Wappenbuch des Westfälischen Adels

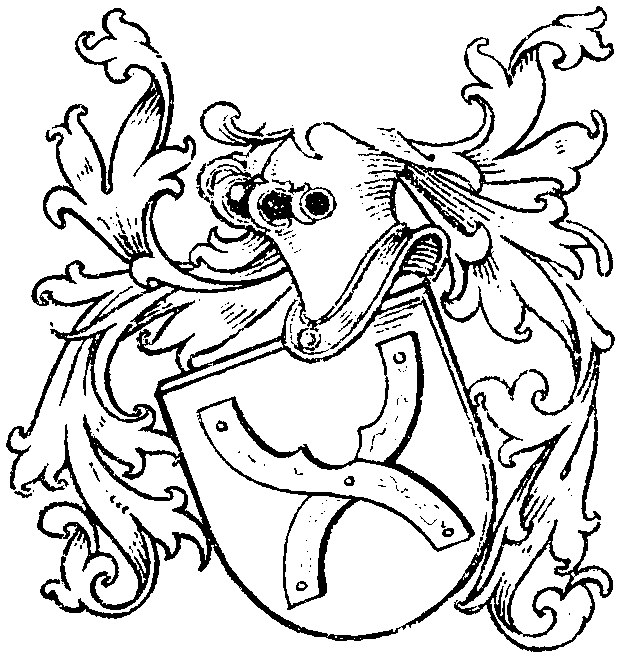
Wappen derer von dem Wolde genannt Crevet im Wappenbuch des Westfälischen Adels

Wolde (auch von dem Wolde, genannt Crevet,  von Wolde,  von dem Woldt, de Silva u. a.) ist der Name eines 1476 erloschenen westfälisch-niedersächsischen Adelsgeschlechts.
Die Familie ist von dem pommerschen Adelsgeschlecht  Wolde zu unterscheiden, das jedoch aufgrund seiner westfälischen Herkunft stammesverwandt sein könnte. Ob auch Verwandtschaft mit einem Hermannus de Wolde, der in einer Urkunde 1278 erstmals erwähnt wird und als Lehnsträger des Ortes Wohlde (1370 ebenfalls als „Wolde“ in den Hoyaer Lehnsregistern aufgeführt) erscheint, ist unklar.

## Geschichte
Mitglieder des Geschlechts traten als Ministeriale, Ritter, Knappen und Drosten zu Ravensberg, sowie als Raubritter und in Fehden in Erscheinung. Das Geschlecht war nach dem Stammhaus Wolthus benannt. Um 1350 war Ritter Reinhard von Wolde Drost zu Ravensberg. Um 1476 war das Geschlecht ausgestorben und die Güter wurden per Heirat von der Familie Ledebur ererbt. 1693 und 1895 wurde ein in der Altstädter Nicolaikirche befindlicher Altarkelch mit der Inschrift Hasicke von dem Wolde erwähnt.

## Besitz
Das Stammhaus Wolthus befand sich bei Freckenhorst. 1274 erhielt Heinrich (Hinricus) von dem Wolde (Vizerichter zu Wiedenbrück) die Ortschaft Kattenstroth als Osnabrückisches Lehen. Grundbesitz an Hof und Haus Volkwinich zu Borghusen (Kirchspiel Brackwede) erlangten die von dem Wolde 1347 und 1357 als Pfand für Kredite an die Edelherren von der Lippe. Zudem war die Familie in Wiedenbrück und Warendorf begütert. Der Waldhof, ein Herrenhaus im Stil der Weserrenaissance in Bielefeld in Sichtnähe des Gret´schen Hofes, wurde für die Familie erbaut und nach ihr benannt. Seit 1492 befand sich dieser Hof im Besitz des Adelsgeschlechts von Ledebur und ist heute Sitz des Kunstvereins Bielefeld.

## Persönlichkeiten (Auswahl)
- Heinrich von dem Wolde, genannt von Münster (* circa 1265; † vor 1308). Ritter, Vizerichter zu Wiedenbrück, hatte 1274 mit seinem Bruder Gottschalk den Ort Kattenstroth als Osnabrückisches Lehen; ⚭ Gertrud NN (* circa 1270)
  - Reinhard von dem Wolde (* circa 1305), urk. 1309–57, Ritter, Drost zu Ravensberg
    - Reineke von dem Wolde, erhält zusammen mit Vater und Bruder am 25. November 1357 von Bernhard V. zur Lippe Hof und Haus Volkwinich zu Borghusen (Ksp. Brakwede) als Pfand[5]
    - Heinrich von dem Wolde (* circa 1330; † 1371), Siegel 1365, Knappe; ⚭ Lucke Vincke von Ostenfelde (* circa 1330; Tochter des Omerus)
      - Wilhelm von dem Wolde (* circa 1355), urk. seit 1388, besaß 1403 Acker zu Wiedenbrück; ⚭ Metta von Korff (* circa 1355). Als Teilnehmer an der Fehde des Ritters Johann von Buck zu Rahden gegen Bischof Wulbrand von Minden und Bauern von Lübbecke 1416 am Haselholz (Haustätte) verwundet.[6]
        - Elisabeth von dem Wolde (v. dem Woldt) a.d.H. Warendorf (* circa 1380, erw. 1412); ⚭ (I) um 1400 (evtl. 1412) Hynricks/Heinrich V. von Ledebur (* circa 1375; † 1459), 1412 Knappe, 1415 Ritter auf Gut Bustedt, 1438 Erbmarschall der Abtei Herford[7].
        - (?) Wilhelm II. von dem Wolde (Siegel 1461; † 1476)[8] letzter Namensträger; ⚭ Lenike von Ledebur, diese vererbte den Waldhof an Gerhard I. von Ledebur (* um 1430; † 1502 als Erbmarschall der Abtei Herford), der bereits 1469 mit 12 Malter Morgenkorn zu Wiedenbrück von den v. Wolde belehnt worden war

      - (?) Heinrich von dem Wolde (1388 Knappe)
- Werner Crevet de Wolde, siegelt um 1300
- Ludwig (Ludolf) Crevet von dem Wolde, urk. 1326 als Knappe mit Frau Margareta, 1347 Ritter, erhält mit Söhnen Heinrich, Otto und Ludwig das Haus zu Borchusen, welches Heinr. Volkwininch bewohnt, im Kirchspiel Brackwede liegt und in das Amt Barthausen gehört, sowie einen von Bernhards Höfen zu Brackwede als Pfand.[9]
  - Ludeke (Ludwig) von Wolde, genannt Crevet. 1343 Knappe zu Sassenberg
  - Heinrich von dem Wolde
  - Otto von dem Wolde, Knappe um 1333, Siegel 1335; ⚭ Elisabeth NN[10]

## Wappen
Blasonierung: In Silber ein roter Schragen bzw. Tisch-Untergestell, dessen Schenkelschnittpunkt manchmal mit einem schreitenden oder aufgerichteten Löwen belegt ist. Auf dem rot-silbern bewulsteten Helm mit rot-silbernen Helmdecken ein silberner Adlerkopf mit goldenen Halsband.
Weitere Wappendarstellungen:

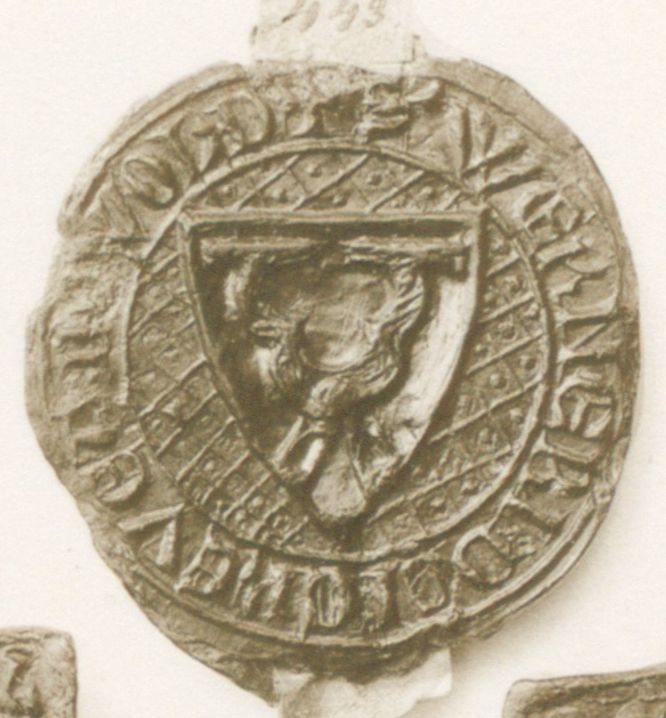
Werner Crevet v. Wolde, 1300.jpg
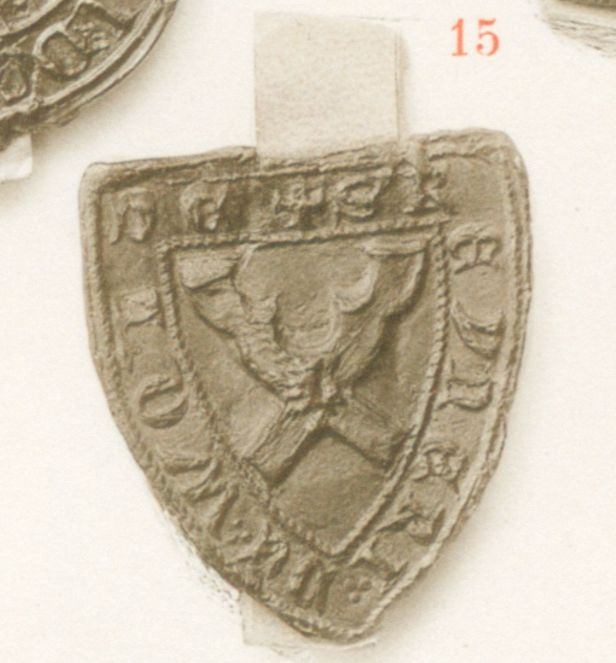
Reiner von Wolde, Siegel 1345
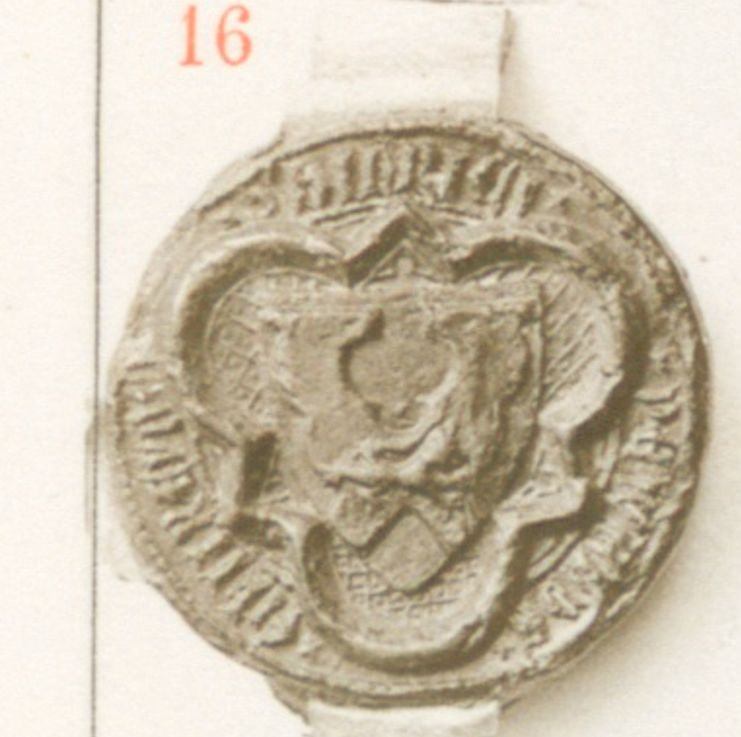
Heinrich von Wolde, Siegel 1365
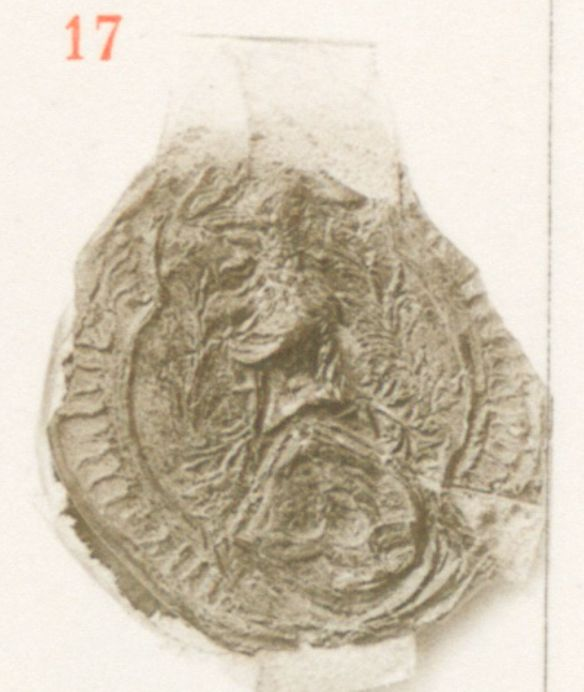
Wilhelm von Wolde, Siegel 1461